# Lukács Pál (író)
Lukács Pál (Kamocsa, 1801. március 21. – Kamocsa, 1873. augusztus 15.) író, színész, nevelő.

## Élete
Lukács Benjámin és Soóki Sára földművelő szülők fia. Tanulmányait a losonci főiskolában végezte; később színésszé lett. A szinészettől megválván, 50 évig magánnevelősködéssel kereste kenyerét; tanítványai közt voltak: Péchy Tamás, gróf Ráday Gedeon és Kállay Benjámin; utolsó tanítványai Baranyai Gáspár gyermekei voltak Kurtakeszin. Később visszavonult szülőfalujába és az irodalomnak élt. Keze egy szerencsétlenség következtében eltörött, emiatt legfeljebb irónt használhatott, vagy diktált, de munkakedve legkevésbé sem csökkent. Még életében egy kis tőkét tett a községében és annak kamatait évenként két szorgalmas tanuló kapja. Sírja szülőfalujában található.
Költeményeket írt az ifjúság számára több szépirodalmi lapba és évkönyvbe, így a Kliegl-Könyvbe (Pest, 1842.), a Családi Lapokba (1855.) sat.

## Emlékezete
Szülőfalujában, Kamocsán 1993 óta megrendezik a Lukács Pál Irodalmi és Kulturális Napokat. A község parkjában emléktáblája áll.

## Művei
- Földismertető. Kézi könyvecske a gyenge nevedékek számára. Irta ... 1832-ben. Kassa, 1833.
- Kisded utazó. Buda, 1840. (2. bőv. kiadás. Pest, 1843., 3. bőv. k. Uo. 1844.)
- Dal-könyvecske. Kis honfiak- és leányoknak uj évi ajándékul. Pest, 1840. (2. kiadás. Uo. 1842.)
- Kis verselgő. Uo. 1841. (2. bőv. kiadás. 1843., 3. bőv. k. 1845. Uo.)
- Dunántúli kis magyar. Uo. 1843. 3 fametszetű képpel.
- Dunán inneni kis magyar. Uo. 1844. 3 kőnyom. képpel.
- Dunántúli hölgyecske. Uo. 1844.
- Kis köszöntő. Gyermekeknek barátságból. Uo. 1844.
- Tiszán inneni kis magyar. Pest, 1844. Két képpel. Online
- Tiszántúli kis magyar. Uo. 1845.
- Erdélyi kis magyarka. Uo. 1845. (Nyom. Kecskeméten.)
- Kis lant. Gyermekeknek írta. Uo. 1846. (2. olcsó k. Uo. 1859.)
- Kis kert. Kisebb és nagyobb gyermekeknek. Uo. 1847. Hat füzet.
- Uj Dalkönyvecske a szabadság hajnalán. Uo. 1848.
- Uj dalkönyvecske kis nemzetőröknek. Uo. 1848.
- Kis természet. Uo. 1848. (2. olcsó k. Uo. 1858.)
- Lukács Pál Kis hegedűje. Uo. 1858. és 1861.
- Kis furolya. Uo. 1858. és 1861.
- Béni kis naplója. Uo. 1860.
- Virág-cserép. Kis hölgyeknek karácsonyi ajándékul. Uo. 1860. és 1861.
- Kis mesélgető. Uo. 1860.
- Hervadt bokréta. Volt növendékeinek emlékül. Uo. 1860.
- Virágtárcza. Nagyobb gyermeki ajándékkal. Ugyanott, 1860.
- Kis dalos Uo. 1860.
- Gödöllői kis bokréta. Gyermeki ajándékul. Uo. 1861.
- Kis kalitka. A madarak kis kedvelőinek. Uo. 1861.
- Kis czitera. Uo. 1861.
- Dalkönyvecske a nép gyermekeinek szorgalmi ajándékul. Uo. 1866. (Uj czímlapkiadás 1874. Uo.)
- Kis postás. Uo. 1866.
- Erdélyi kis utazó 9-12 éves gyermekek számára. Uo. 1866.
- Kis honvéd. Szinművek és versek. Uo. 1866.
- Kis méhes. Uo. 1870.
- Kis madaras. A természet kis barátainak. Uo. 1871.
- Kis verselgető. Képekkel Uo. 1873.
- Gyermeköröm. Képekkel. Bpest, 1873.
- Kis utazó. Ajándékkönyvecskéül a jó kis tanulóknak. Képekkel. Uo. 1874.
- Kis állatkert. A zsenge ifjúságnak. Uo. 1875.

Levelei Fáy Andráshoz, Bpest, 1835. okt. 2. és dec. 17. (a Magyar Nemzeti Múzeumban).